# Amadou Abdramane
Amadou Abdramane (tiếng Ả Rập: أمادو عبدالرحمن) là đại tá của Lực lượng Không quân Niger.